# Cionobrissus revinctus
Cionobrissus revinctus is een zee-egel uit de familie Brissidae.
De wetenschappelijke naam van de soort werd in 1879 gepubliceerd door Alexander Agassiz.